# Esparto (fibra)
Esparto es el nombre con el que se conoce en España a unas fibras obtenidas de diversas plantas silvestres del grupo de las gramíneas, así como a las plantas mismas.

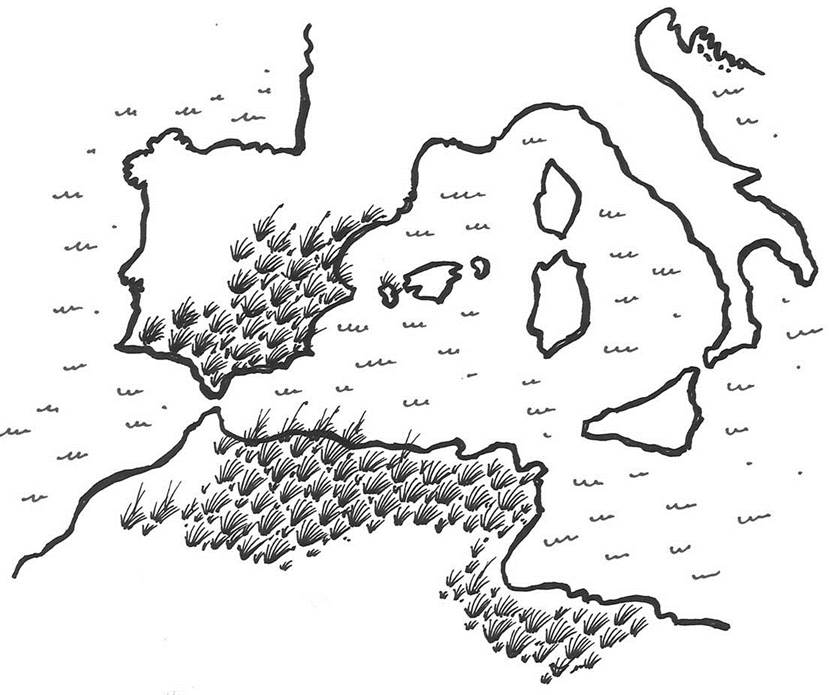
Zona de distribución del esparto.

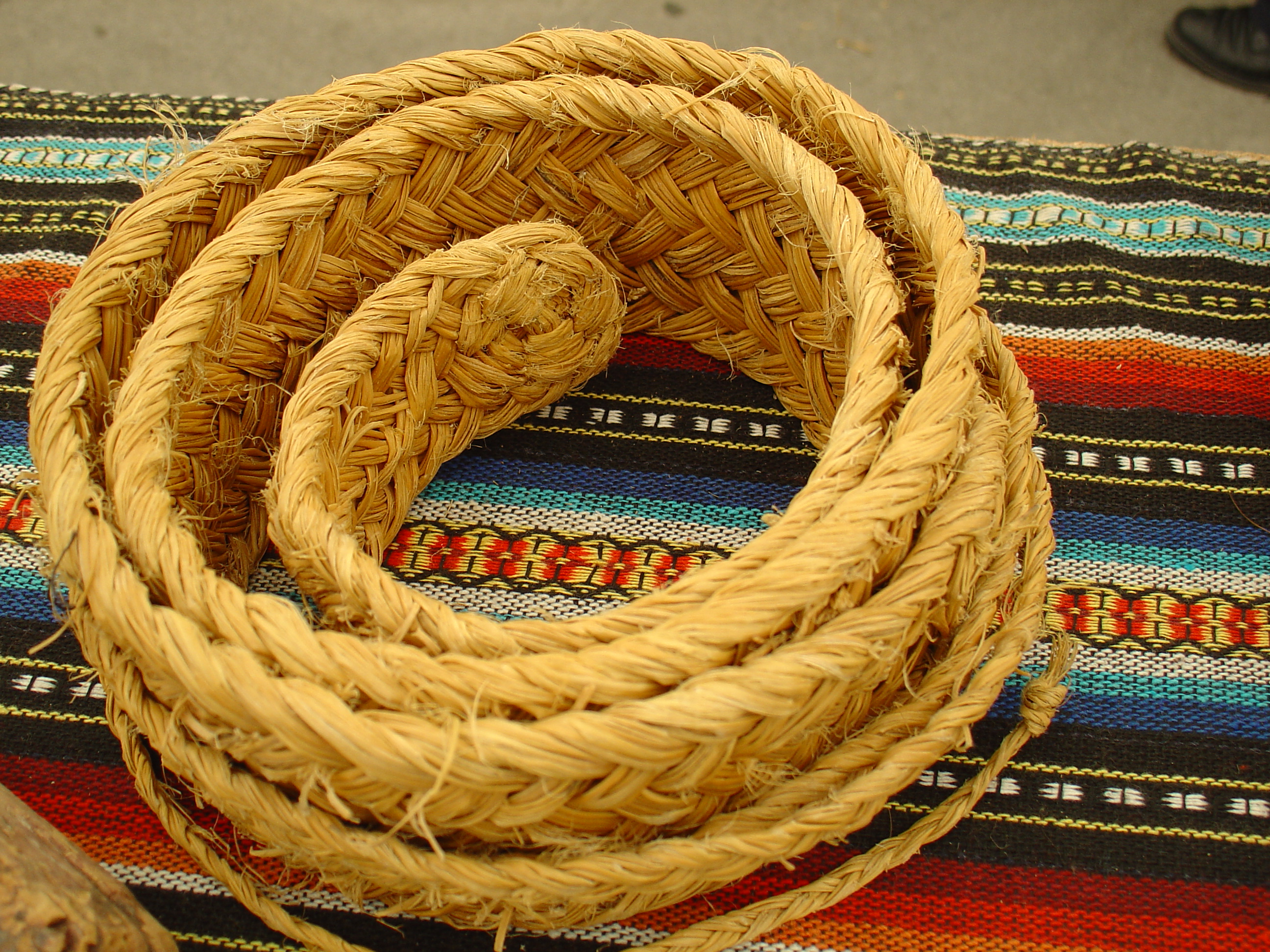
La pleita, manufactura española a base de esparto tejido.

## Distribución geográfica
Se desarrolla en zonas áridas de la península ibérica (Andalucía, Aragón, Comunidad Valenciana, La Mancha, Cataluña, Islas Baleares y región de Murcia) y la zona magrebí (Marruecos, Argelia, Túnez y Libia) en el norte de África.

## Características
Con el nombre de esparto se conocen popularmente tanto el esparto propiamente dicho, o a la atocha (Macrochloa tenacissima), como el esparto basto o esparto de Aragón o albardín (Lygeum spartum). Sus formaciones naturales se denominan espartales, atochares y albardinales, respectivamente. Ambos forman parte de la vegetación característica de los ambientes esteparios ibéricos.
En México, se denomina así a las especies de Fimbristylis, planta herbácea de hasta 1,5 metros, común en zonas inundables cercanas a manglares.

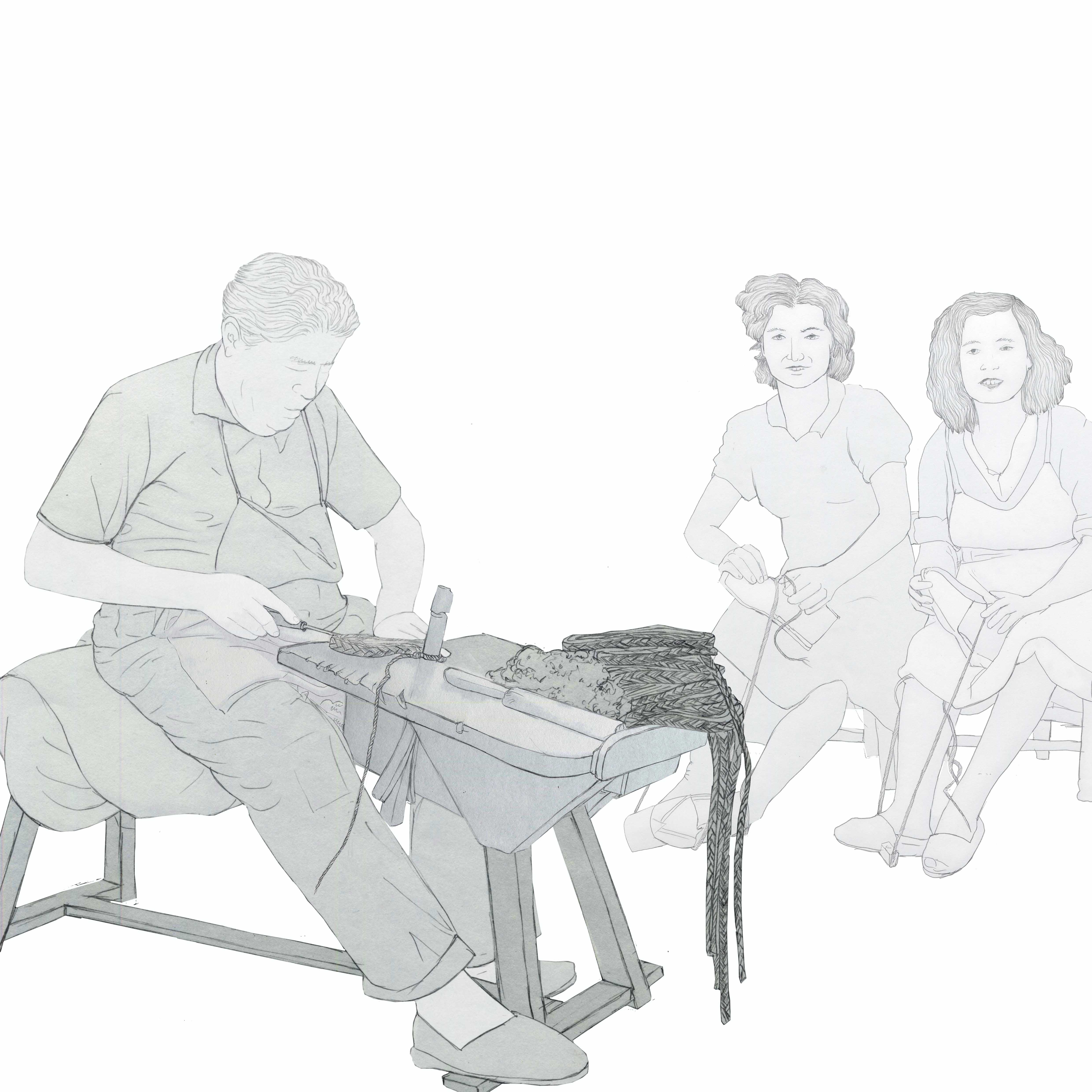
Espartero (espardenyer en valenciano) trabajando el esparto. Museo Valenciano de Etnología.
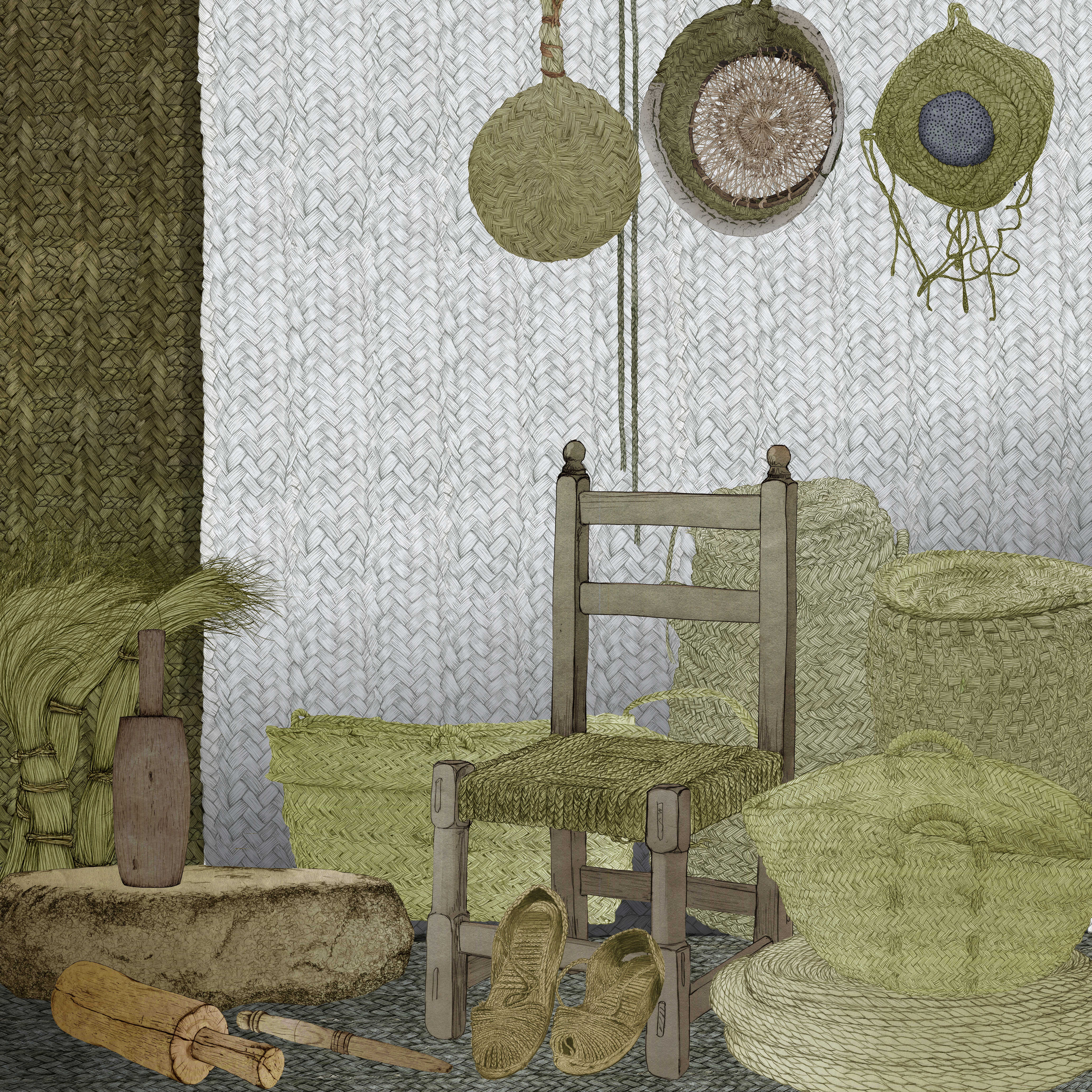
Productos de esparto. Museo Valenciano de Etnología.
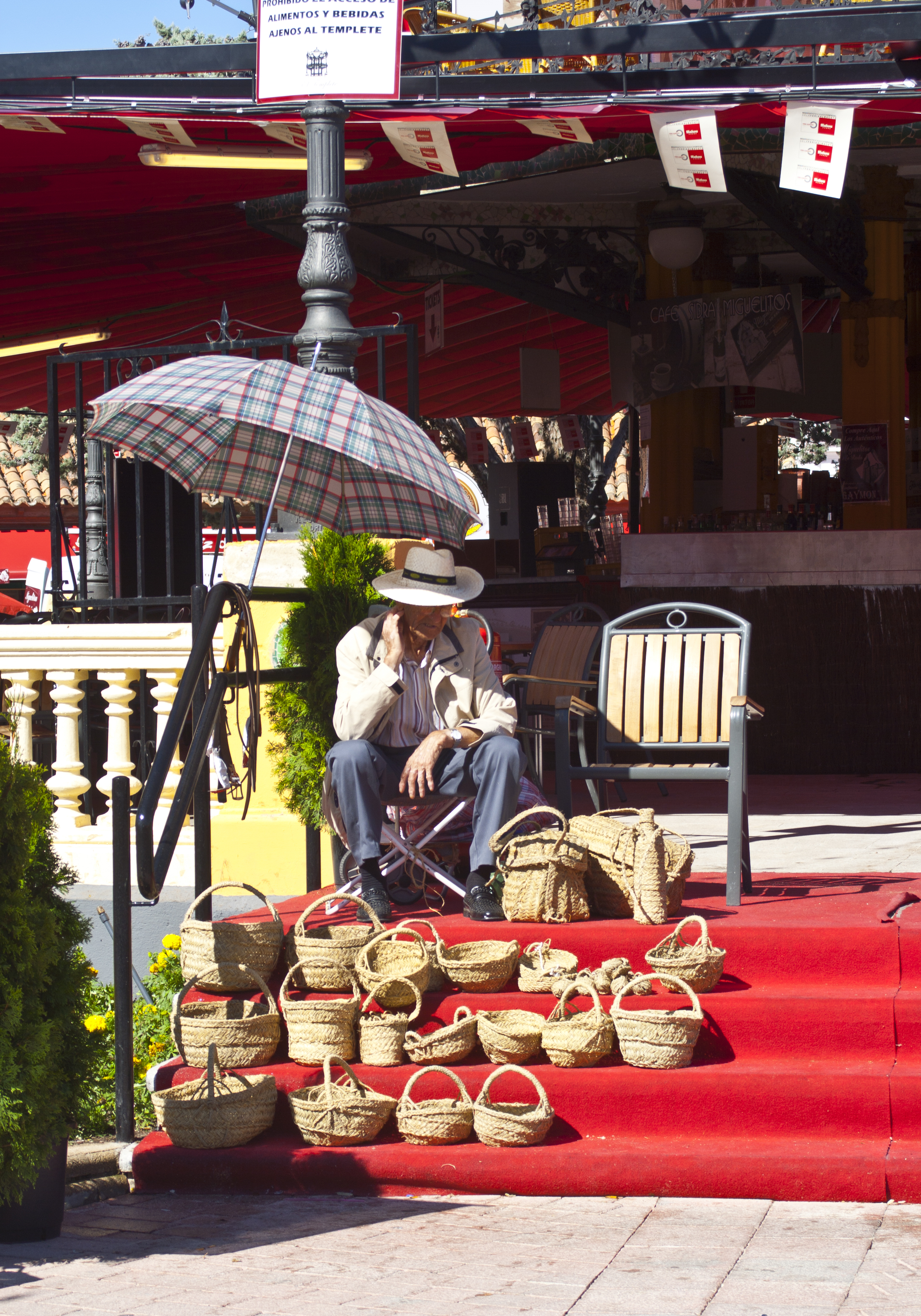
Espartero vendiendo productos de esparto en el templete ferial de Albacete.
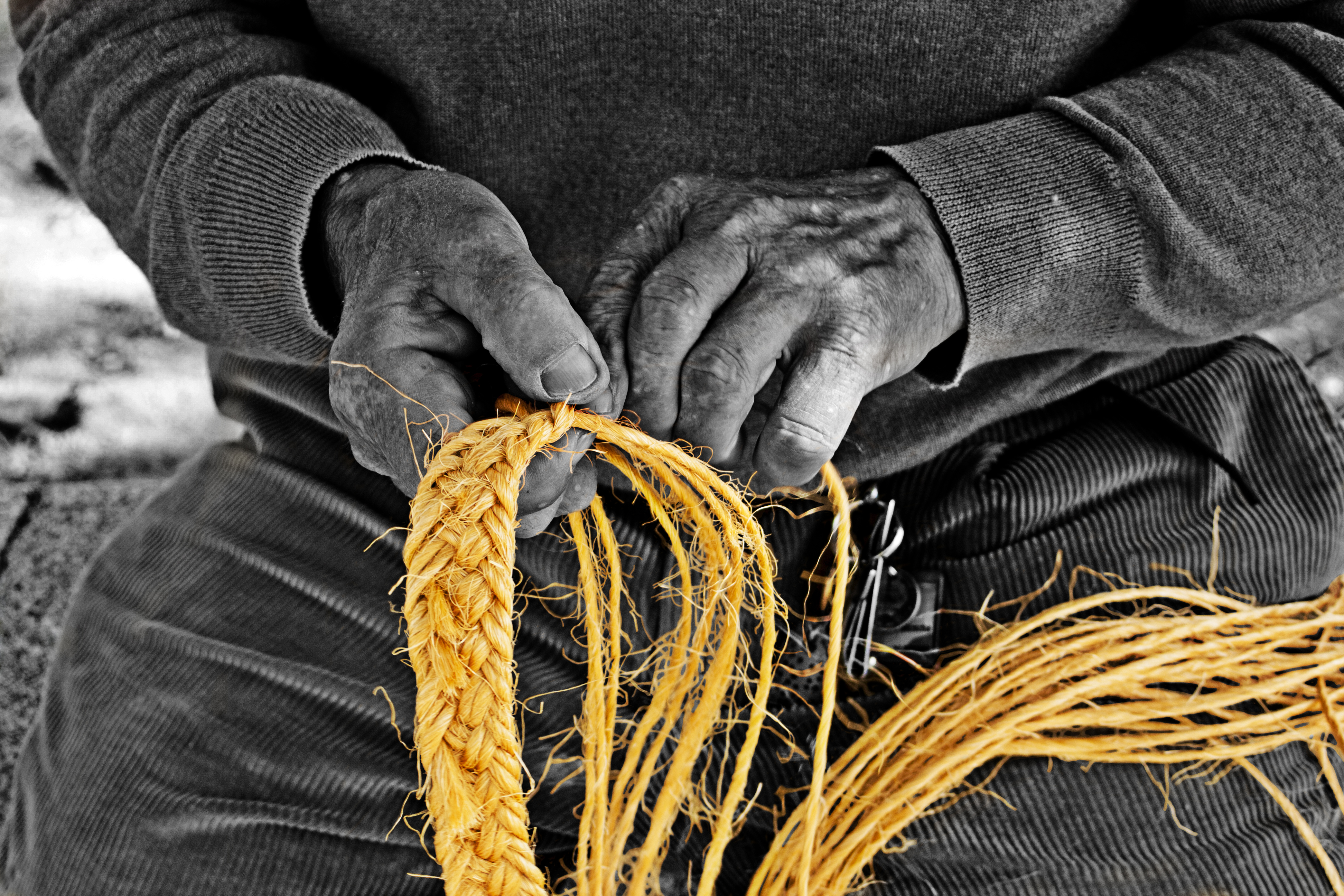
Trabajando con pleita.
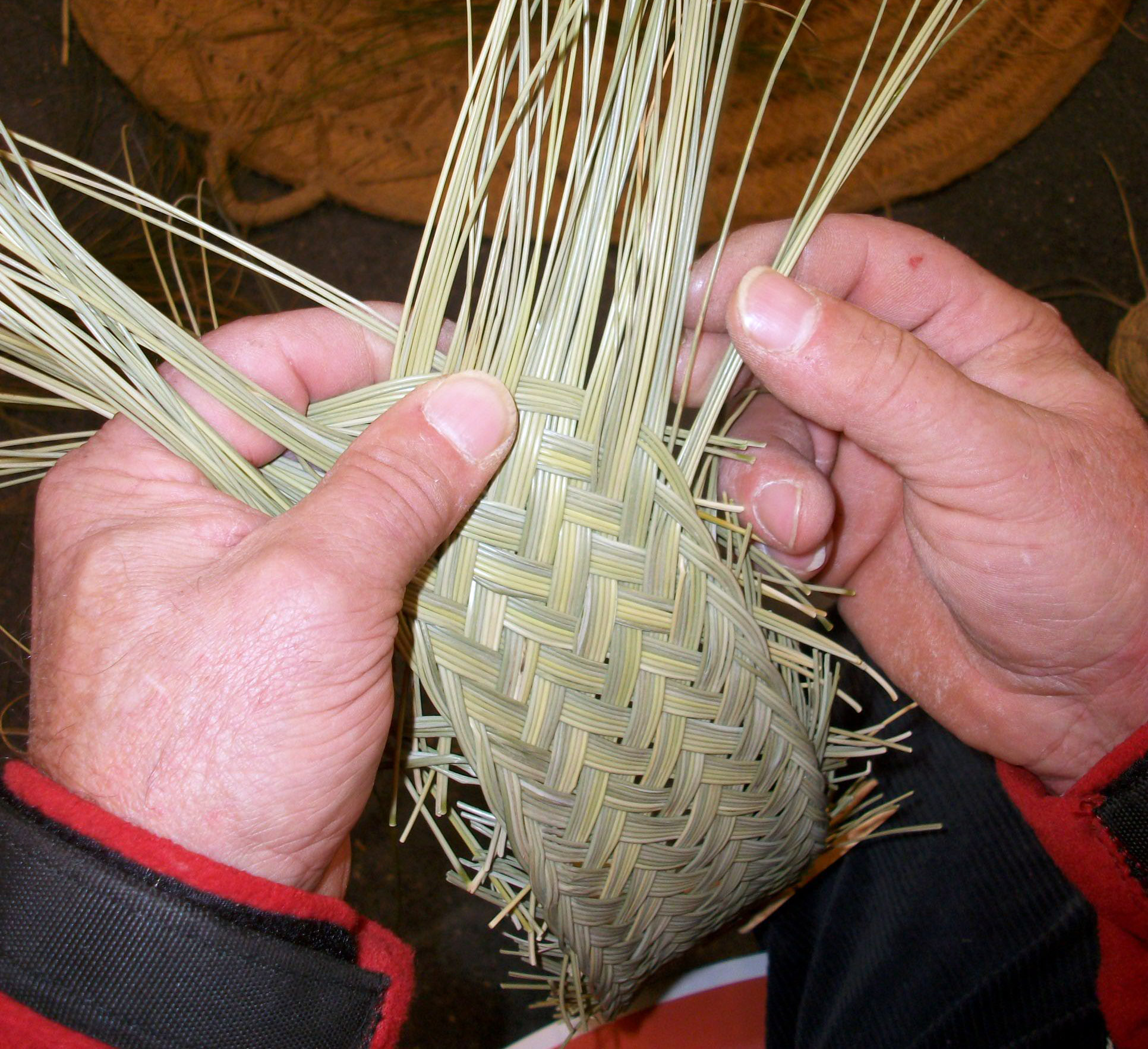
Haciendo una pleita de esparto (Luis Mondejar, Albacete).
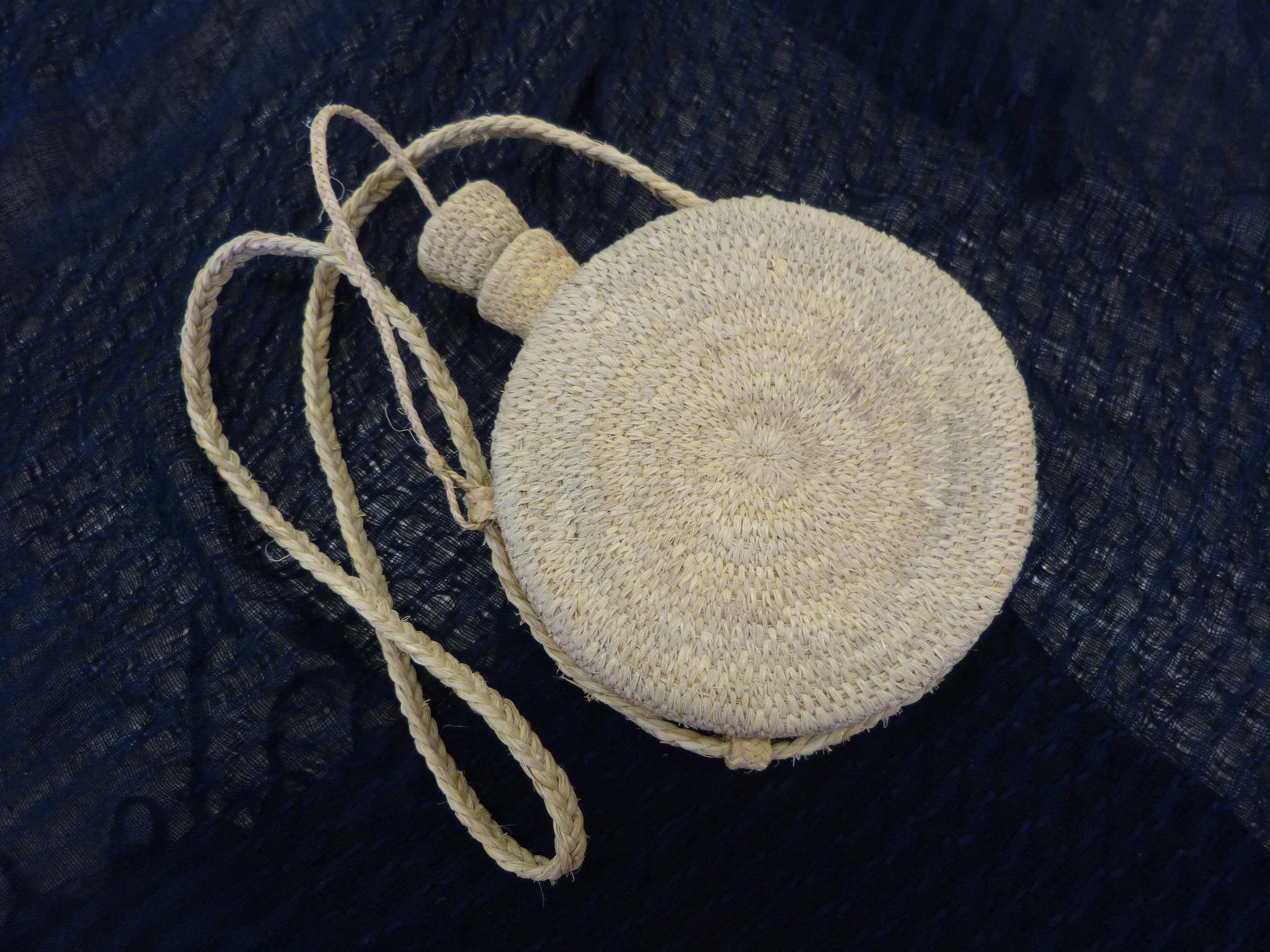
Cantimplora forrada de esparto (author: Daniel García, Albacete).
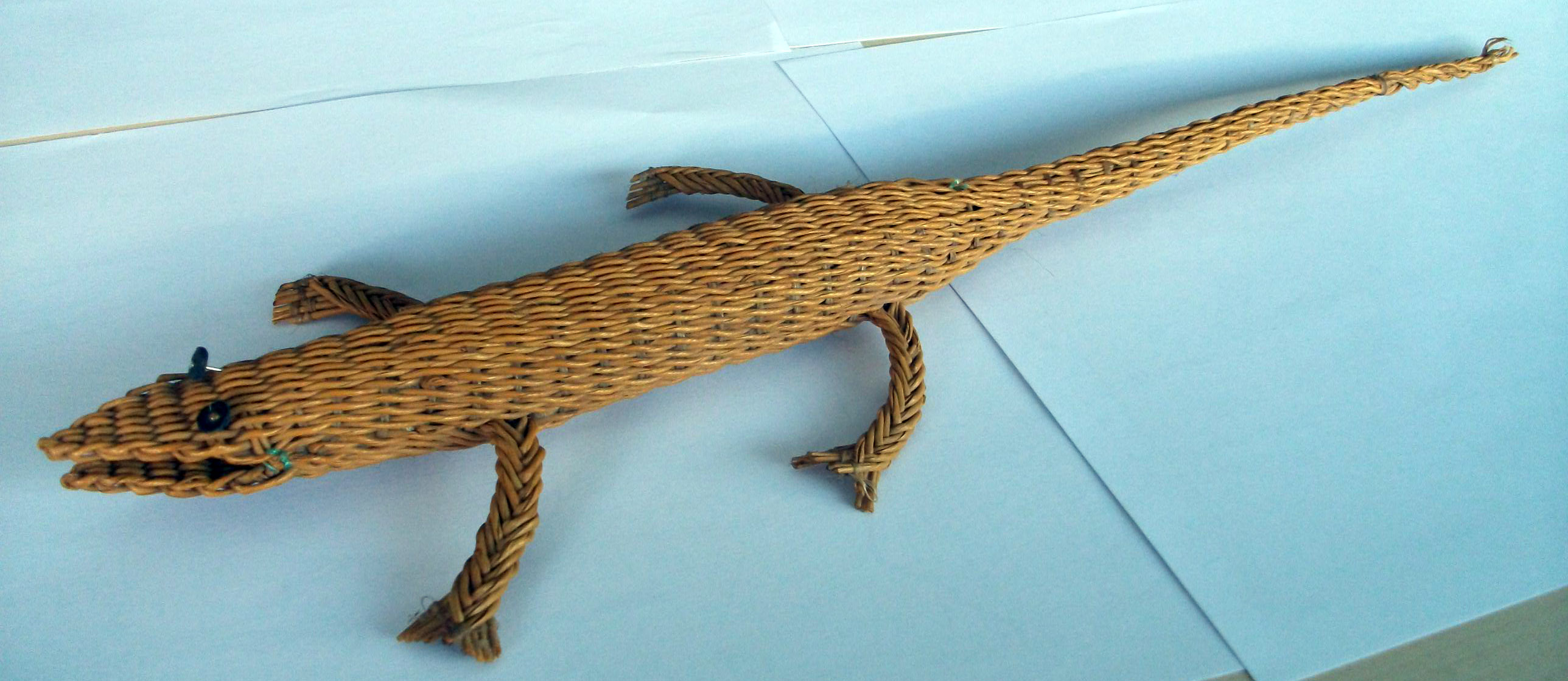
Lagarto hecho de esparto (artesanía, Eliecer Garcia, Albacete)
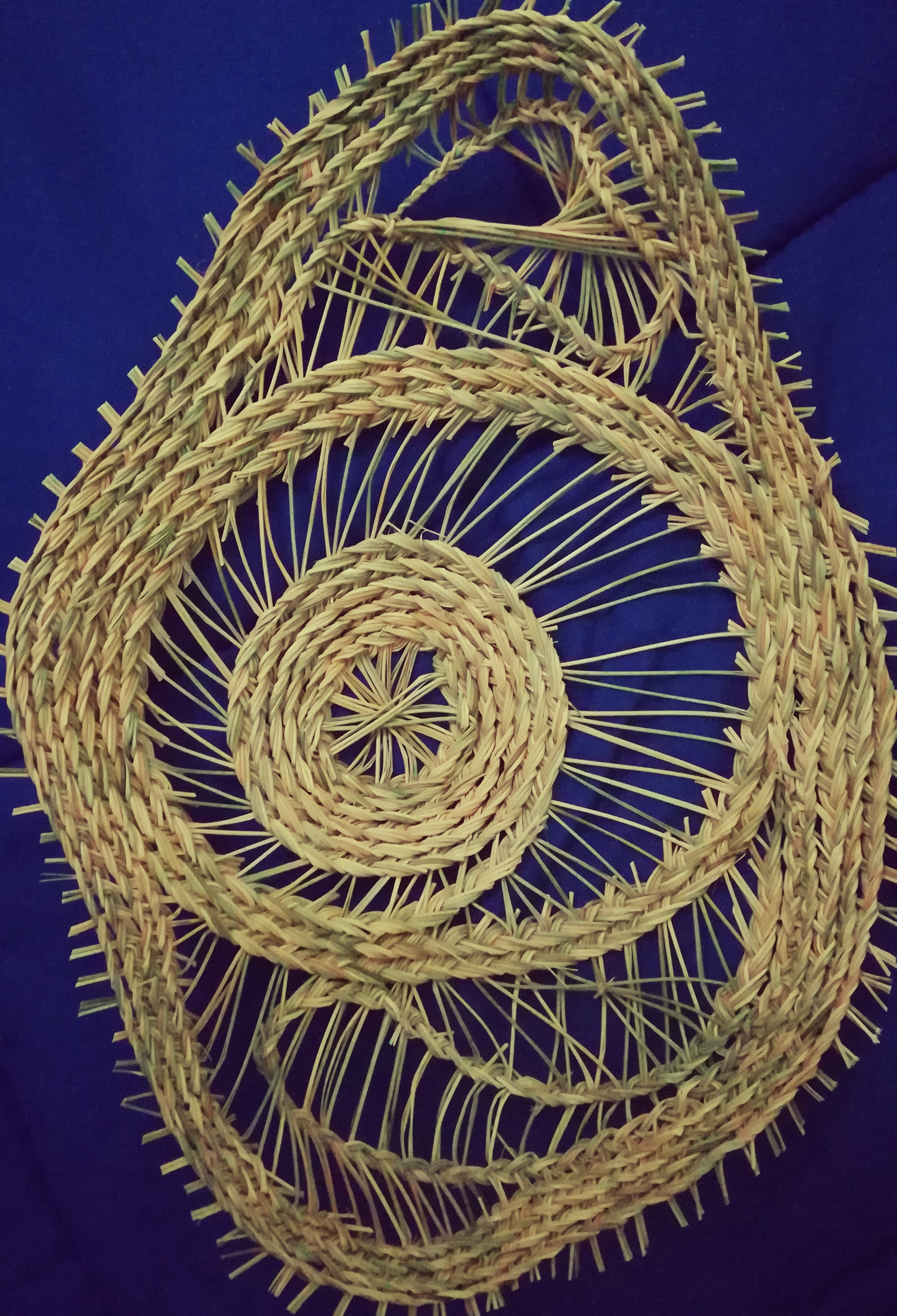
Pieza en punto cofín. Jesús Ortega María,(Jumilla, Murcia)

## Historia
No existen datos que demuestren que el esparto haya sido utilizado durante el paleolítico, habiendo hipótesis que durante el paleolítico superior la fibra de esparto podría haber sido utilizada en la península ibérica por el Homo sapiens para coser. Es a partir del Neolítico cuando ya se puede atestiguar el uso del esparto. El único resto textil encontrado en Valencia es la huella de una alfombra formada por fajas de lata de la época del eneolítico.

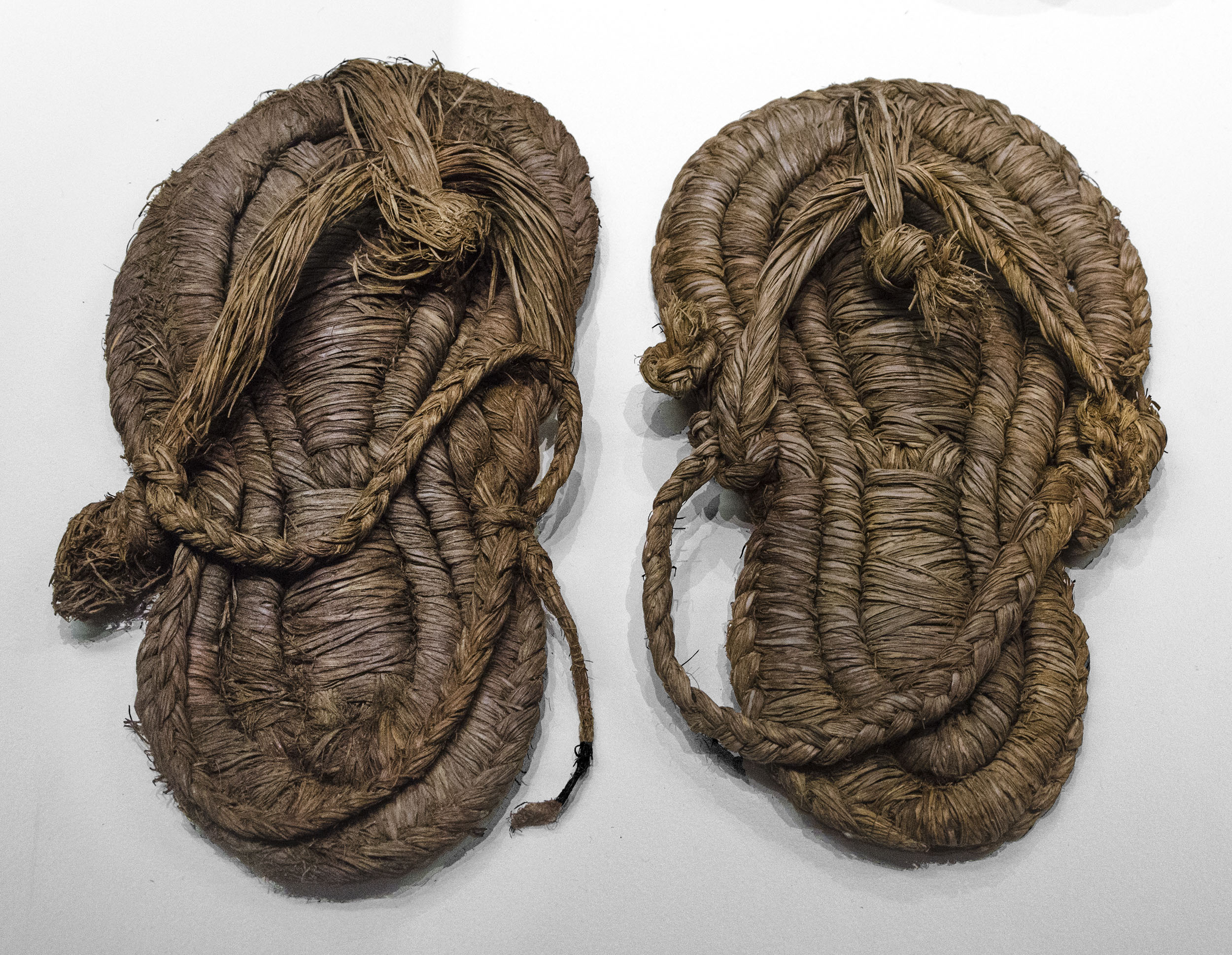
Sandalias de esparto del VI o V milenio a. C. halladas en Albuñol (España).

El hallazgo más destacable es un ajuar del 3500 aC de un conjunto de esqueletos humanos en la cueva de los Murciélagos de Albuñol, Granada. Los esqueletos llevaban indumentaria y utensilios fabricados con fibra de esparto.
Durante la época ibérica fue corriente el uso del esparto para realizar diferentes objetos, como sandalias o cuerdas. En la época romana, la producción de objetos realizados con esparto se exportaba más allá de las zonas del Mediterráneo occidental donde la planta es natural. En la Alta Edad Media continúa el uso del esparto, aunque no hay referencias directas. Durante la Baja Edad Media se constituyen gremios específicos para la industria del esparto, y localidades enteras basaron su economía en esta actividad hasta la década de 1960. Por ejemplo, el Gremio de alpargateros y esparteros de Valencia fecha de 1373, y 1863 se transforma en Sociedad Industrial Filantrópica. Otros gremios esparteros famosos eran los de Alicante, Crevillente, Aspe y Bétera.
En los años cuarenta del siglo XX el esparto adquiere una relevancia económica sin precedentes. Considerado como “fibra nacional”, fue controlado por el gobierno central y por los ayuntamientos.
En estos años, Cieza (Murcia) se convierte en el primer centro de manufactura de esparto de España, con 50 fábricas, aproximadamente, y más de la mitad de su población dedicada a esta industria.
En el año 2000 se puso en marcha el primer "Museo del Esparto" en Cieza, el cual recibió en 2013 el reconocimiento del Programa Líder de la Unión Europea para crear el Centro de Interpretación del Esparto.

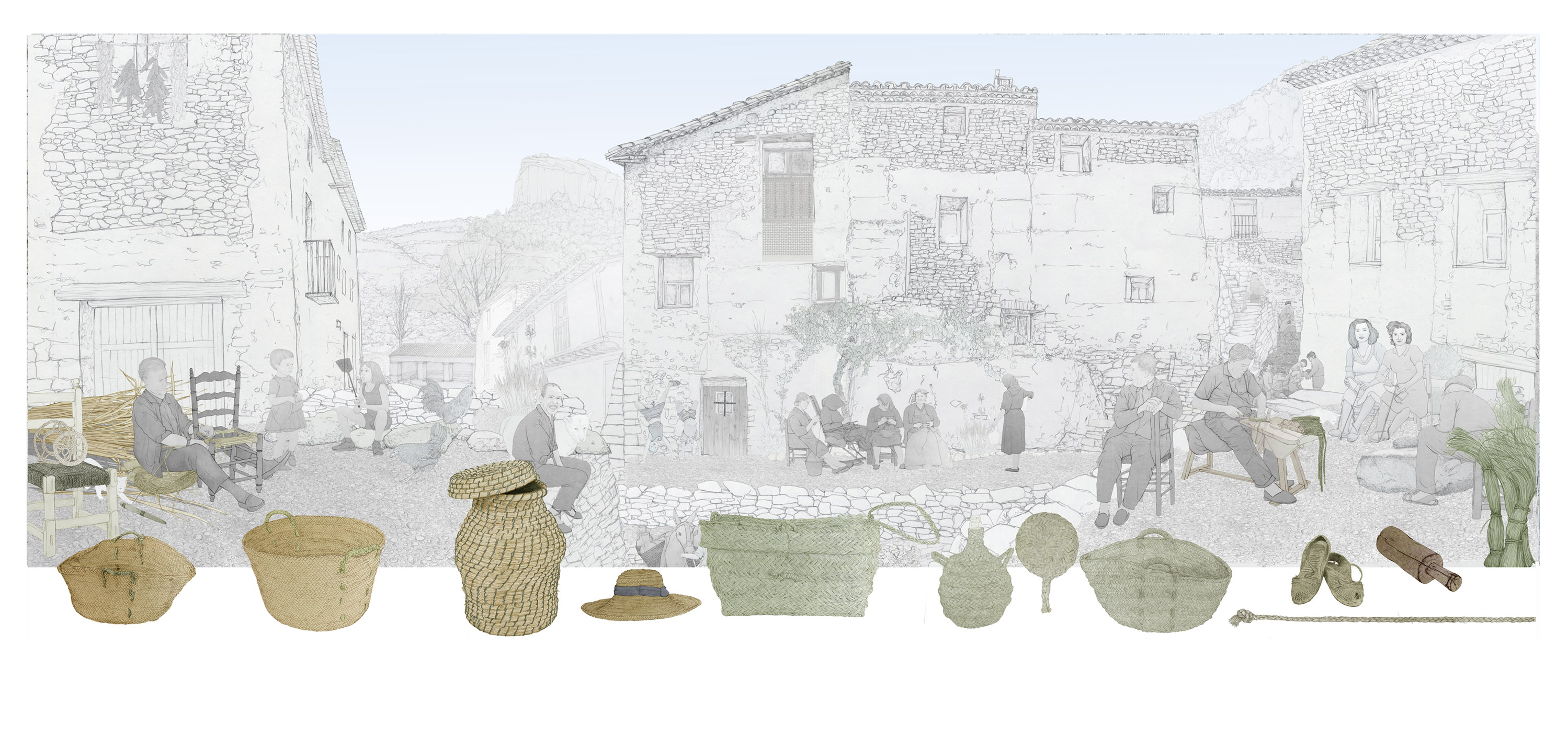
Imágenes relacionadas con el esparto y su uso. Ilustraciones de Andrés Marín Jarque para el Museo Valenciano de Etnología.

## El esparto en el campo español
De tres maneras se presenta el esparto a la vista en el campo: la primera, como producto espontáneo; la segunda, regenerado y extendido por el cultivo, y la tercera, por la creación artificial de espartizales en los terrenos en los que la Naturaleza no lo hizo crecer por los medios propios.
En cuanto a la primera, sólo nos es dable decir que la labor del hombre queda, única y exclusivamente, reducida a recoger lo que la prodigalidad de la Naturaleza le brinda.
Como todo ser vivo, la atocha, a pesar de su enorme rusticidad, tiende a perecer si no se le facilitan los medios necesarios para la prolongación de su existencia, al mismo tiempo decrece, por ley natural de falta de vitalidad, su producción de hojas, parte aprovechable para la industria.
Esto hizo pensar en una ordenación de los atochares caducos, entresacándolos o aclarando sus atochas, hasta dejar solamente los que posiblemente pueden vivir a sus expensas (8000 o 10000 por hectárea), y al mismo tiempo que se entresaca, se utiliza parte de las plantas, destinadas a perecer si no se les da su lugar para que sigan viviendo, a cubrir claros de los terrenos y las marras que hayan dado resultado de los atochares ya ordenados.
Esta operación se efectúa en otoño, cuando el campo está húmedo y tiene tempero, para poder sacar la planta de su lugar sin perjudicar grandemente su raíz. Se ejecuta la operación corrientemente, valiéndose de las vulgares herramientas de los labriegos, azadones de monte, zapapicos y un instrumento consistente en unos garfios de hierro que al mismo tiempo peinan y quitan lo viejo.
No es ni ha sido muy corriente la creación artificial de espartizales, pues ni en épocas de máxima exportación, ni últimamente, dado el elevado precio de este producto, se han dedicado intensamente los propietarios de los montes de esparto a extender el área de sus cotos. Sino sólo han tratado de repoblar los rodales existentes en los mismos. Por lo tanto, aunque se han hecho algunos ensayos en este sentido, podemos asegurar que han sido en pequeña escala. De los pocos atochares artificiales que se conocen, uno es la finca de <<Las Lomas>>, en la carretera de Cieza a Mula, el que se ha obtenido por la plantación, y, según la referencias que tenemos, presenta diferencias sensibles con los atochares naturales. La altura de las atochas sobrepasa los 1,25 metros y puede llegar a alcanzar los dos metros; la fase del desarrollo abarca veinte años aproximadamente, continúa hasta los cuarenta años sin variación aparente y después ya comienza la degeneración; de forma que parece no debe sobrepasarse de los turnos de cuarenta y cinco años. La producción de la citada finca llega a alcanzar los seis quintales castellanos (276 kilogramos) por hectárea, cantidad doble de la normal en atochares naturales, si bien la calidad del esparto es basta. Los atochares pueden crearse artificialmente por siembra y por plantación.

## Aplicaciones
Con dichas fibras se elaboran arpillera, sogas, alpargatas, cestos y estropajos; la manufactura del esparto ha sido parte importante de la economía de muchos pueblos de España y, aunque ya poco importante, aún se sigue trabajando. También se puede hacer de forma artesanal aunque lo pueden realizar máquinas caseras.
En el ámbito de la construcción, se usa para armar la escayola, dotándola de una gran resistencia a tracción, sobre todo en la formación de sujeciones de placas de escayola armada con fibra de vidrio para la realización de falsos techos.
La industria del esparto llegó a ser muy importante en España. Con la llegada del plástico, los artículos ya no resultaban prácticos ni rentables. Hoy en día los productos de esparto han sido relegados a un uso meramente decorativo. Prueba del declive del esparto es cómo han ido cerrando muchas de las tiendas donde se vendían estos productos.

## Técnicas
Cordelillo: Trenzado de 2 o 3 espartos normalmente, en forma de espiral.
Cofín: Trenzado de 3 ramales. Puede completarse con distintos tipos de calado o rejillas. El punto es sencillo, pero requiere cierta destreza en cuanto a su desarrollo.
Esparto cosido. Se va tejiendo un cordel longitudinal de espartos cosidos mediante hilo o fibra.
Punto de garbanzo o nudo. Trenzado anudado, utilizado para forrar botijos, botellas,etc.
Peine o filete: Se va formando una especie de espiral mediante el trenzado de 2 o 3 espartos que van rotándose sucesivamente, el más atrasado pasa siempre delante, y dejando atrás los ramales verticales, los cuales van siendo atados. Se cuenta con variante donde va formándose una especie de forma espigal o en forma inversa.
Pleita: Se tejen ramales ( De 13 en adelante en principio) impares, por ejemplo: Pleita de 15 ramales son 8 a un lado, izquierdo por ejemplo, y 7 al otro lado. Hay numerosas combinaciones 2-2-2(13 ramales), 3-2-2(15 ramales), 3-3-2(17 ramales),etc. Se trabaja con esparto crudo o cocido.
Puntas: Requiere una labor minuciosa, pero con resultado muy ornamental y de piezas muy bonitas como lagartijas, triángulos y figuras decorativas. El trenzado puede ser en forma de “Z” o “S”.
Recinchillo: Trenzado de 5 ramales normalmente, el cual incluye un calado.
Recincho: Normalmente son trenzados de 5, 7 o 9 ramales. Similar al trenzado de la pleita.Se trabaja con esparto picado.
Otros trenzados de cordelería: de 2,3,4 ramales,etc.